# 廣島街
廣島街（德語：Hiroshimastraße）是位於德國柏林蒂爾加滕的一條街道，街名取自日本城市廣島。日本駐德大使館也座落於該街上。

## 歷史
本街於1862年完工啟用，最早的路名是霍恩索倫街（Hohenzollernstraße），1933年時，由於德意志帝國海軍部就位在附近街區，而選擇了一戰時期德國海軍中將馬克西米連·馮·斯比的姓氏、將街名更換為斯比伯爵街（Graf-Spee-Straße）。
1989年4月時，一位三度造訪日本的學校教師海因斯·施密特（Heinz Schmidt）提出的、將該路更名為廣島街的建議案被送入議會。1990年11月1日，在區議會（Bezirksverordnetenversammlung）完成討論之後，正式決定採納該項方案，撤換原本具有軍事意涵的街道名稱，改以史上第一座被原子彈襲擊而嚴重受創的城市——也就是日本廣島，來當作該街的新街名，以茲紀念。

## 著名設施
廣島街的長度不長，但由於所在的蒂爾加滕區本身便是各國駐德使館的聚集地帶，因此仍設有一些外國代表處和公家設施，如下所示：
- 日本大使館（廣島街6號）：日本使館目前在廣島街的館址是於1938年敲定的，當時為了配合希特勒和亞伯特·史佩爾的首都改造計畫「日耳曼尼亞」，而將原日本大使館遷至指定的蒂爾加滕新使館區（即現址），並興建了比舊館更宏大的館舍。到了1980年代中期，德日兩國的代表人員決定翻新這座因為二戰破壞而長久閒置的院區，2000年之前完成的變化內容包括將入口大門改設到廣島街上、並增設一座和風庭園[5][6]。
- 義大利大使館（德语：Italienische Botschaft in Berlin）（廣島街1號）：與日本大使館隔著廣島街對望，如此相鄰的位置亦是源自希特勒時代的規劃，在當時間接象徵了「三國軸心」的意義[8][9]。
- 阿拉伯聯合大公國大使館（德语：Botschaft der Vereinigten Arabischen Emirate in Berlin）（廣島街18－20號）
- 北萊茵-西發里亞邦駐柏林代表處（德语：Vertretung des Landes Nordrhein-Westfalen beim Bund）（廣島街12－16號）[10]
- 不萊梅邦駐柏林代表處（德语：Vertretung des Landes Bremen beim Bund）（廣島街24號）
- 弗里德里希·艾伯特基金會（英语：Friedrich Ebert Foundation）（廣島街17號）

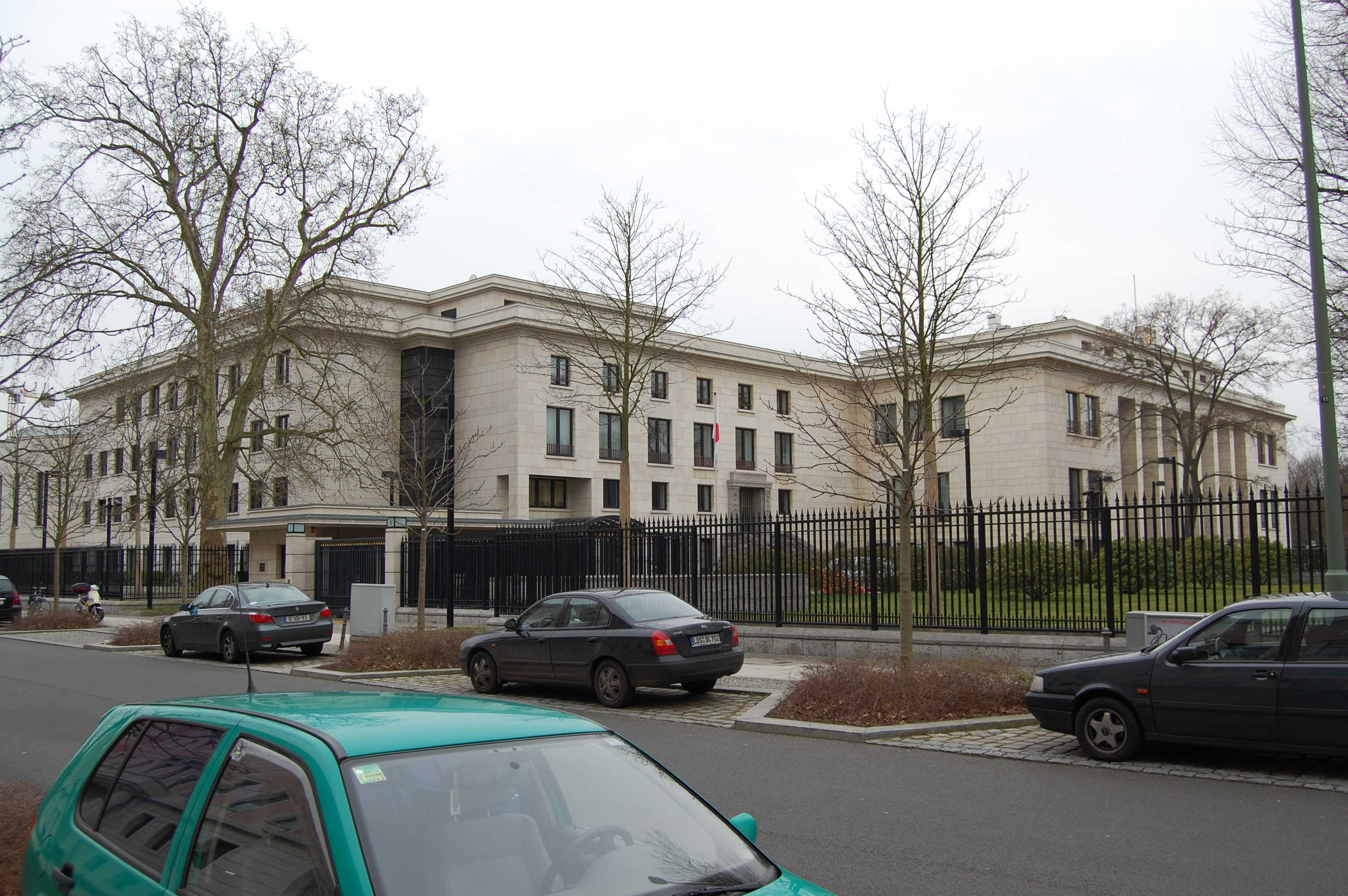
日本駐德大使館與廣島街入口大門
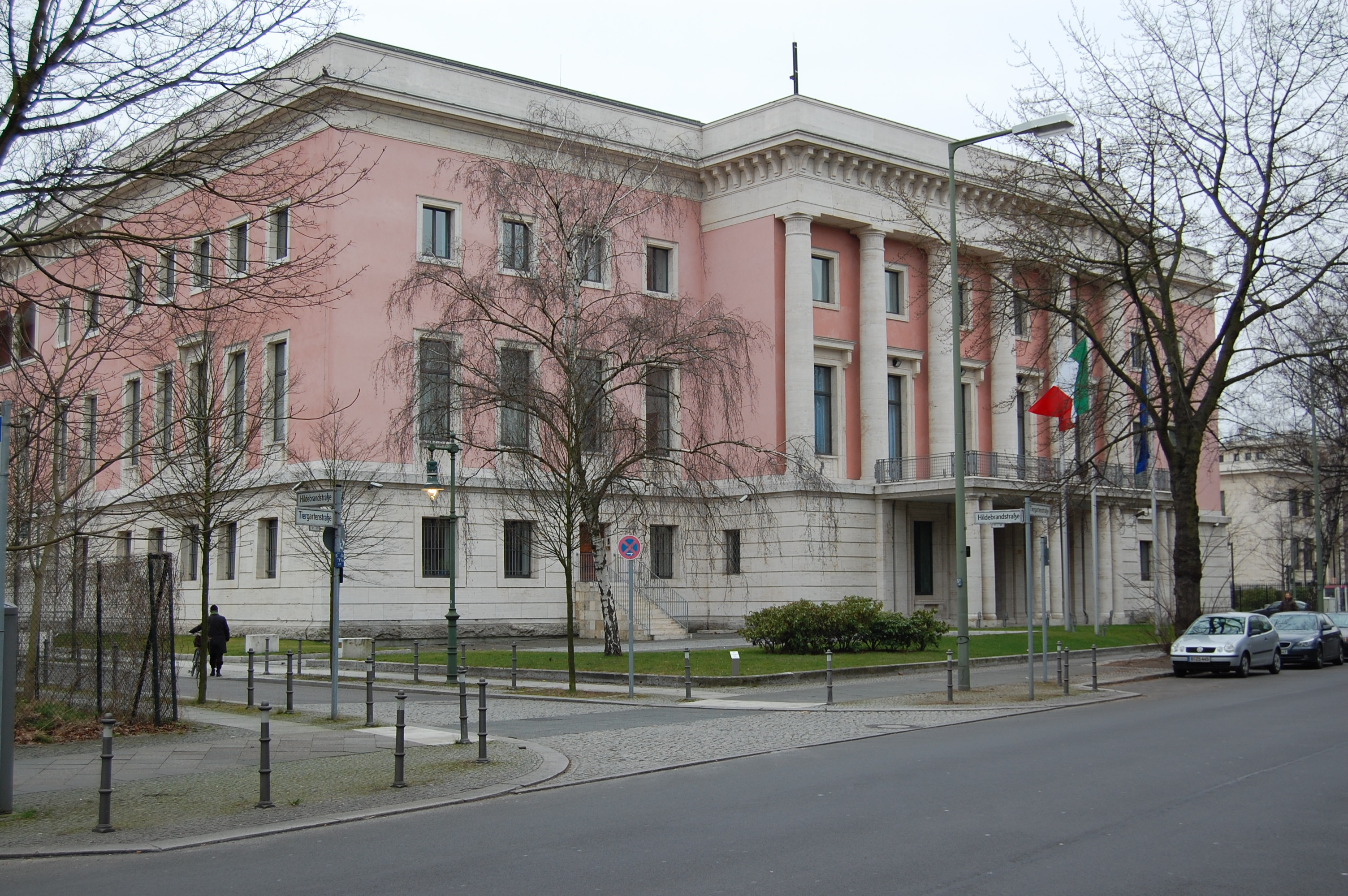
義大利駐德大使館（德语：Italienische Botschaft in Berlin）
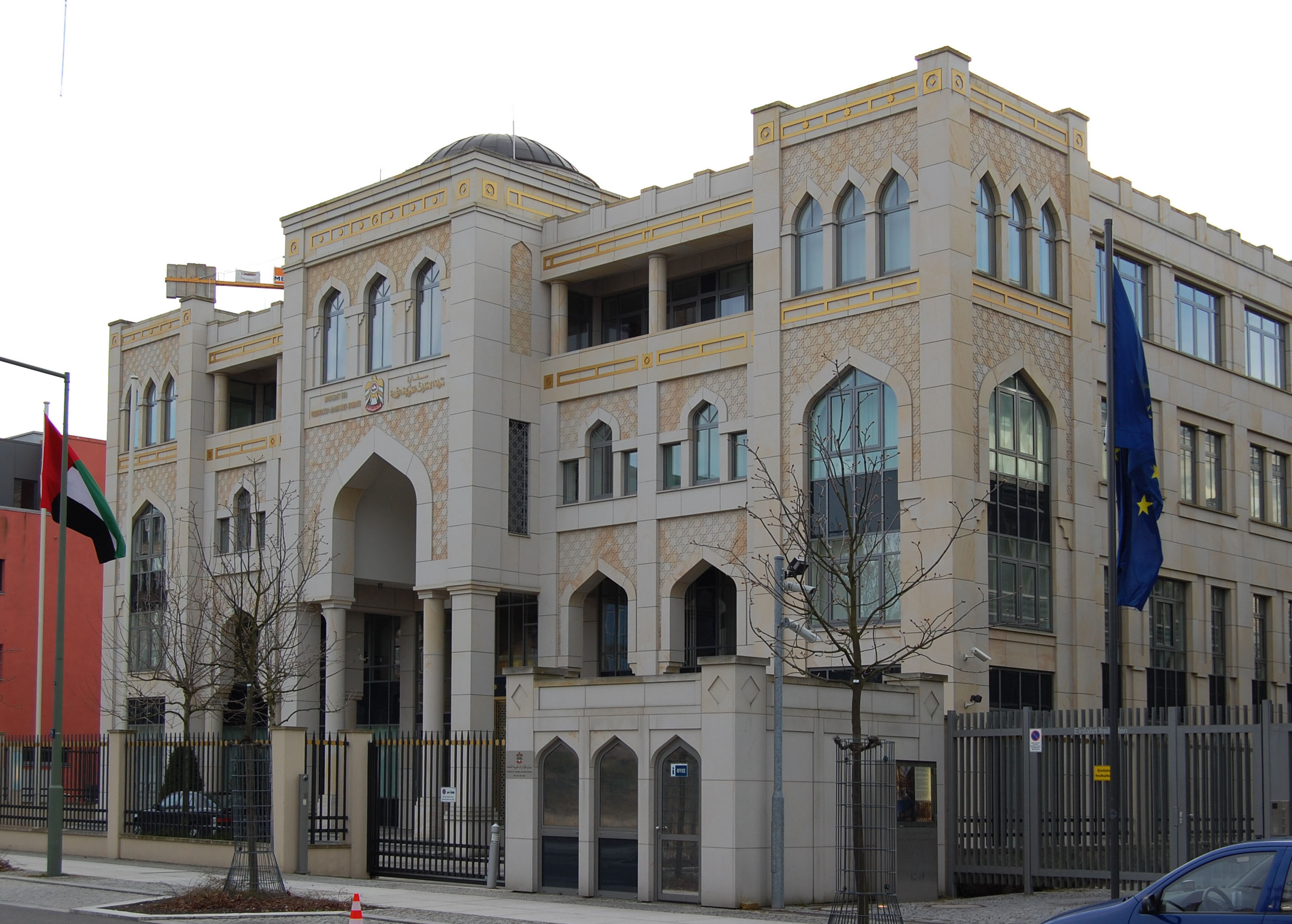
阿拉伯聯合大公國駐德大使館（德语：Botschaft der Vereinigten Arabischen Emirate in Berlin）

## 其他
- 廣島街的南邊尚有一座供行人使用的廣島橋（德语：Hiroshimasteg），該橋與廣島街同時更名[2]。